# Iglesia de la Sangre (Onda)
La iglesia de Santa Margarita o de la Sangre de Onda (Provincia de Castellón, España) fue construida por los caballeros templarios en la segunda mitad del siglo XIII.

## Descripción
Esta iglesia es uno de los ejemplos más característicos de iglesia de reconquista, de nave única entre contrafuertes con artesonado de madera. Presenta un porticado gótico y una sola nave central con artesanado mudéjar. 
Parece que fue edificada en poco tiempo, a tenor de sus características constructivas. La piedra se nos presenta poco trabajada en sus estructuras básicas. Salvo los arcos y la portada hechos en piedra tallada, el resto, las paredes, están realizadas en su mayor parte con mampuestos ordinarios unidos con mortero de cal. En los arcos tallados en piedra, el trabajo es más bien simple, más práctico que ornamental. 
Respecto a la portada, que ha perdido parte de sus elementos primitivos (como las columnas, capiteles...), se cree que el tallado de la piedra puede ser posterior a la construcción del edificio, dado el mayor cuidado y delicadeza del estilo gótico y es obra de buenos maestros en el tallado de la piedra. 
El interior del edificio puede ser definido como gótico de transición o de reconquista, que podemos relacionar con el estilo cisterciense. 